# Neacomys elieceri
Neacomys elieceri és una espècie de mamífer rosegador de la família dels cricètids. És endèmic de l'estat brasiler de Pará. El seu hàbitat natural és la jungla. Té una llargada de cap a gropa de 71-77 mm, la cua de 148-165 mm i un pes de 14-31 g. El pelatge dorsal és o bé marró taronjós amb pèls negres o bé marró amb pèls de color taronja, mentre que el ventral és de color blanc. Fou anomenat en honor del mastòleg veneçolà Eliécer E. Gutiérrez. Com que fou descoberta fa poc, l'estat de conservació d'aquesta espècie encara no ha estat avaluat formalment.